# Відважна
Відва́жна (англ. Brave) — комп'ютерний фентезійно-пригодницький мультфільм 2012 року, створений анімаційною студією Pixar. Дистриб'ютором виступила компанія Walt Disney Pictures.
Ідею і сюжет створила американська письменниця Бренда Чемпмен, сценарій писали Марк Ендрюс, Стів Перселл і Ірен Меччі. Режисували сумісно (вперше у фільмі Pixar) Марк Ендрюс і Бренда Чемпмен. Англійською мультфільм озвучували Келлі Макдональд, Джулі Волтерс, Біллі Коннолі, Емма Томпсон, Кевін МакКід, Крейг Фергюсон, Джон Ратценбергер, Роббі Колтрейн та інші. Щоби зняти найскладніші спецефекти, на студії Pixar уперше за 25 років повністю переписали програмне забезпечення анімаційної системи. Це перший фільм, який використовує звуковий формат Dolby Atmos, який дозволяє створювати враження руху об'єктів дуже точно навколо глядача.
Дія розгортається у середньовічній Шотландії. Розповідається історія принцеси Меріди, вправної лучниці. Прагнучи змінити свою долю, вона навідується до чаклунки і зачаровує свою сім'ю.
Перед показом фільму у кінотеатрах традиційно демонструвалась семихвилинна короткометражка «Ла Луна» режисера Енріко Касароса, у якій показується фантастична історія про те, як місяць перетворюється із товстого кола на тоненький серпик.
Світова прем'єра «Відважної» відбулася 10 червня 2012 року на Міжнародному кінофестивалі в Сієтлі. На екранах США і Канади фільм з'явився 22 червня 2012 р. Фільм отримав схвальні відгуки критиків і зібрав чималі касові збори: усього у світі зібрано більше 538 млн $, що більше, ніж у двічі перевищує його кошторис. За чутками, це надихнуло творців на продовження історії.
В Україні фільм вийшов у прокат 21 червня 2012 року. Дублювала картину компанія Le Doyen Studio. Ролі дублювали: Юлія Шаповал, Сергій Сивохо, Ольга Сумська, Наталя Сумська та інші. Озвучення пісень зробила Міла Нітіч. В Україні фільм зібрав 1,16 млн $.

## Сюжет
Одного разу у Шотландії Король Фергюс із клану ДанБрок дарує своїй маленькій донечці лук на день народження. Шукаючи стрілу, Меріда побачила мандрівний вогник. Аж раптом вискакує гігантський ведмідь і нападає на королівську сім'ю (згодом з'ясується, що це Мор'ду, страшний ведмідь-перевертень). Меріда разом із матір'ю, королевою Елінор, утікають на коні — а тато Фергюс сміливо кидається на ведмедя і проганяє його; при цьому ведмідь відкушує йому ногу… Через багато років Меріда виростає у малу пустунку-підлітка, а ще в неї є трійня братиків: Гаміш, Губерт та Гарріс. Королева каже Меріді, що їй час уже заручитися із сином одного із лордів-союзників їхнього клану. Королева нагадує доньці легенду про одного принца, який занапастив своє королівство. Отож, Елінор застерігає Меріду, що коли та не послухає її із заручинами, то накличе біду на увесь свій клан. Та Меріду не радує ця новина.
Ось клани прибувають, щоб троє принців-первістків змагалися за руку Меріди на славетних Шотландських ігрищах. Та принцеса Меріда оголошує, що вона сама є первістком клану ДанБрок — тож вона сама змагатиметься за свою руку. Сталася страшна сварка поміж Мерідою та Елінор; сердита Меріда розрізає фамільний гобелен і втікає до темного лісу. Кінь спотикається перед стародавнім святилищем із менгірів, і Меріда падає додолу. Аж ось знову з'являються мандрівні вогники, і приводять її до хижки старенької відьми, котра з усієї сили намагається переконати, що вона штукарка-різбярка, експерт номер 1 по дереву. Після коротких переговорів відьма погоджується дати Меріді зачаклований кексик, який змінить її матір.
Меріда повертається до замку і дає Елінор зачарований кекс; а як та скуштувала того кекса, то перетворилася на здоровенну ведмедицю. Батько Меріди і всі воїни почули ведмедя — і кинулися його вполювати. Та Меріда із матір'ю-ведмедицею із допомогою братиків утікають із замку і повертаються до відьминої хатинки. А там тепер порожньо, бо чарівний автовідповідач каже, що бабуся-самітниця поїхала на фольклорний фестиваль у Сторновей. А ще голос бабусі каже, що «доля змінилась; і щоб чари зламати — розділене гордістю, треба з'єднати». А інакше після другого сходу сонця чари стануть незворотними. Мама і дочка намагаються налагодити стосунки — аж зачаклована Елінор часами починає поводитися як справжня дика ведмедиця. Знову з'являються мандрівні вогники — і вони ведуть цього разу до стародавніх руїн якогось замку; і там вони натрапляють на чудовисько Мор'ду. Меріда здогадується, що чудовисько є ведмедем-перевертнем, що Мор'ду і є отой принц із легенди, і що він так само отримав колись чаклунство від старої відьми. Меріда бачить розколотий камінь, на якому зображено трьох братів, розділених ударом сокири від четвертого. Це Мор'ду попросив у відьми силу десятьох, щоб здолати братів: чаклунство виповнилося буквально, але принц став ведмедем назавжди. Меріда здогадується, що з'єднати треба саме їхній фамільний гобелен, який вона у гніві розітнула ножем.
А у цей час у палаці клани знаходяться на межі війни; принцесі вдається пригнітити їх бойовий запал. Мати-ведмедиця жестами підказує Меріді, як правильно казати, Принцеса заявляє, що дітям має бути дозволено одружуватися, коли прийде для цього час і бажання. На диво, принци підтримують її. Після цього Меріда з матір'ю прокрадається до кімнати, де лежить гобелен; Елінор же усе більше втрачає своє людське єство. Фергус заходить до спальні, і дружина-ведмедиця нападає на нього. Отямившись від затьмарення, Елінор у розпачі утікає із палацу. Фергус кидається у погоню. Маленькі братики Меріди також скуштували кекса — тож вони теж перетворилися у ведмежат. Меріда зашиває розрізаний гобелен — та її кімнату зачинено. Братики допомагають дівчині утекти із замку. А тим часом Фергус і клани ловлять Елінор прямо у стародавньому святилищі, та Меріда запобігає убивству матері — аж раптом нападає Мор'ду. У бійці Елінор убиває ведмедя-перевертня, звалюючи на нього менгір, звільняючи дух принца. Дух дякує присутнім за звільнення — і зникає.
Меріда накриває гобеленом Елінор, проте нічого не відбувається. Меріда заливається слізьми і кається у скоєному, промені сонця торкаються гобелена — і ведмедиця перетворюється на Елінор. Сім'ю відновлено. За кілька днів клани вирушають у подорож до своїх земель, а Меріда та Елінор разом скачуть на конях.
У фінальній післятитровій сцені відьмин ворон просить замкову варту розписатися за отримання дерев'яних виробів, які Меріда купила колись разом із зачарованим кексом.

## У ролях
- Келлі Макдональд — принцеса Меріда, що мріє знайти власну долю[2]
- Біллі Коннолі — Король Фергус,[2] шалений батько Меріди і лорд клану ДанБрок
- Емма Томпсон — витончена королева Елінор, матір Меріди,[2] яка хоче добра кланові і своїй доньці
- Джулі Волтерс — відьма,[2] мудра, проте забудькувата жінка, яка погодилася допомогти Меріді
- Роббі Колтрейн — дратівливий лорд Дінгвола[2]
- Кевін МакКід — Лорд Мак-Гаффін і Молодший Мак-Гаффін[8]
- Крейг Фергюсон — буркотливий і запальний лорд Макінтош[2]
- Саллі Кінггорн і Ейлід Фрейзер — Моді, покоївка
- Пейджі Баркер — юна Меріда
- Стівен Крі — молодий Макінтош
- Стів Пурселл — Ворон
- Келлам О'Ніл — Дінгволл[9]
- Патрік Дойл — Мартін, вартовий
- Джон Ратценбергер — Гордон, вартовий[10]

Герої фільму, які не розмовляють у фільмі — це Мор'ду (ведмідь-перевертень), Ангус (Кінь Меріди), і Гарріс, Губерт та Гаміш (Мерідині брати-трійнята).

## Український дубляж
Дублювання фільму «Відважна» українською мовою зроблено на студії Le Doyen на замовлення «Disney Character Voices International» у 2012 році.
- Юлія Шаповал — Меріда
- Сергій Сивохо — король Фергус
- Ольга Сумська — королеву Елінор
- Наталія Сумська — Відьма
- Василь Мазур — лорда Дінгволл
- Микола Карцев — лорд Макгаффін
- Володимир Канівець — син лорда Макгаффіна
- Андрій Альохін — лорд Макінтош
- Ганна Левченко — покоївка Моді
- Софія Масаутова — юна Меріда
- Дмитро Сова — син лорда Макінтоша
- Олександр Погребняк — син лорда Дінгволла («Манюнього») і Ворон
- Кирило Андрєєв — вартовий Мартін
- Сергій Солопай — вартовий Гордон

А також актор(к)и: Людмила Барбір, Олексій Череватенко, Михайло Мальцев, Катерина Башкіна-Зленко, Сергій Юрченко, Микола Орлов, В'ячеслав Дудко.
- Пісні «Я скачу, я лечу» та «У цей чудовий день» виконала Міла Нітіч
- Переклад і текст пісень — Роман Кисельов
- Режисер дубляжу — Анна Пащенко
- Музичний керівник — Тетяна Піроженко
- Творчий консультант — Mariusz Arno Jaworowski
- Мікс-студія — Shepperton International
- Диктор — Михайло Войчук

## Виробництво
Джон Лассетер, виконавчий продюсер
Оголошений у квітні 2008 як «Ведмідь і лук», фільм «Відважна» є першим фільмом-казкою студії Pixar.
Цей фільм є трохи моторошнішим і зрілішим, ніж попередні фільми компанії. Бренда Чепман назвала цю історію казкою у традиціях Ганса Крістіана Андерсена і Братів Грімм. Чепмен задумала цей фільм і стала першою режисеркою компанії Pixar, проте у жовтні 2010 її замінив Марк Ендрюс після певних творчих розбіжностей. Пізніше Чепмен говорила, що «саме її бачення фільму зрештою було втілено» і вона «дуже пишається цим фільмом, і що вона максимально наполягла на своєму під час створення фільму».
Меріда є першим жіночим персонажем-протагоністом у фільмах Pixar. Планували, що Меріду озвучить Різ Візерспун, котра відмовилася від пропозиції через свій щільний розклад. Натомість, персонаж озвучила шотландська актриса Келлі Макдональд, що нещодавно прославилася своєю роллю Маргарет Шредер у серіалі «Підпільна імперія» компанії HBO.

### Відео
Для виробництва фільму повністю переписали програмне забезпечення для відео. Метою було зробити настільки яскравий і реалістичний фільм, щоб світ у ньому, хоч і залишався мультяшним, та не поступався за деталізацією і живістю картинки справжньому.
Під час підготовчих робіт, що передували зйомкам фільму «Відважна», було намальовано 111 394 розкадрувальних коміксів. 84 421 малюнок потрапив до рук редакторів «Pixar». Згодом їх було використано у знімальному процесі. Так, у Меріди у фільмі п'ять різних суконь, плащ, сагайдак, напульсник і намисто. З урахуванням порваного під час мандрів одягу та різних аксесуарів, усього у Меріди 22 різних ансамблів. Крім того, вона п'ять разів за фільм змінює зачіску. Аніматори створили для зачіски Меріди більше 1 500 пасом волосся. Усього її зачіска налічувала понад 111 700 волосинок. Волосся Меріди динамічне і рухається відповідно до подихів вітру і руху самої Меріди. Якщо всі кучерики Меріди розпрямити, волосся опуститься нижче її колін. Його довжина складе трохи більше 1,2 метра. А якби зважилася розпустити своє волосся королева Елінор, довжина її зачіски склала б два метри з лишком.
Король Фергус з'являється на екрані в дев'яти різних костюмах. Кожен з них має свої особливі властивості і прораховувався на комп'ютері окремо. Тій же процедурі піддавалося волосся на голові Фергуса, пишні вуса, спорран (шкіряна поясна сумка, що є незмінним атрибутом національного костюму шотландців) і піхви. Волосяний покрив на руках і грудях, а також хутро на унтах і хутро на накидці з шкури ведмедя, — все це було оцифровано одночасно. Щоб досягти пишноти кілта Фергуса, — складку тканини, що перетягує йому груди, зробили восьмишаровою. Один шар накладався на інший, і кожен незалежно взаємодіяв з іншими шарами та іншими деталями вбрання. Складки на кілті зліва, справа і ззаду зробили шестишаровими.
У фільмі «Відважна» бачимо більше 100 унікальних зачісок, вусів і борід у людських персонажів, і видів хутра у представників фауни. Враховуючи те, що волосся можуть бути пофарбовані в один із дев'яти відтінків, у розпорядженні митців було більше 900 варіантів найрізноманітніших волосяних покривів. Для кожного з кланів художники студії «Pixar» придумали свій унікальний дизайн шотландського картатого візерунка — тартана. Тільки для другорядних персонажів фільму «Відважна» було розроблено 29 різних елементів одягу. У поєднанні з різним взуттям та спорраном вийшло 94 унікальних вбрання.
Особливістю програмування відео було те, що одяг довелося «кроїти», створюючи тривимірні моделі частин одягу, а потім у комп'ютері «зшивати» їх. Деяким з художників «Pixar» довелося на час зйомок фільму перекваліфікуватися в професійних кравців. Вони створювали на комп'ютерах скетчі, які було «накидано» у вигляді коміксів під час підготовчого періоду; потім перетворювали їх у «викройки», які після цього перетворювалися у тривимірні моделі одягу. Тривимірні елементи «шилися» в програмі 3D-моделювання, а потім на них «навішували» такі додаткові елементи, як бахрома і зав'язки. Оскільки дія фільму «Відважна» ніби-то відбувається в ранньосередньовічній Шотландії (яка ще римлян пам'ятає), тому при виборі матеріалів для одягу кінематографістам доводилося задовольнятися тільки лише шерстю і льоном. Сукню Меріди для офіційних заходів було виконано із пофарбованої в блакитний колір тканини і було приталено. На місцях згину ліктів було зроблено матерчаті вставки більш глибокого синього відтінку. Цей елемент сукні є однією з характеристик королівського вбрання. Окантовку сукні було прикрашено бісером і дорогоцінними каменями. А ось щоби «зшити» правдоподібну смарагдову сукню для королеви Елінор, художники взяли відріз матерії відповідного кольору, підфарбували його металевою фарбою і прикрасили біжутерією. Згодом художники з відділу персонажної анімації змогли точно продублювати зразок матерії на комп'ютері.
Художники студії зробили близько 350 малюнків листя, кущів і моху, щоб відтворити атмосферу шотландської природи. Митці їздили до Шотландію двічі. Звичайно, сучасна країна сильно відрізняється від тієї, про яку мовиться у картині. Тим не менш, художники відвідали кілька пам'ятних для шотландської історії місць і взяли участь в деяких традиційних заходах, щоб перейнятися національним духом. З'ясувалося, що багато середньовічних традицій живі у Шотландії і по цей день, зокрема традиційні танці, Шотландські ігрища, використання традиційних музичних інструментів під час свята.
Фільм «Відважна» став першим проектом студії «Pixar», у якому з'явився замок. Тому фамільний замок клану ДанБрок довелося «проектувати» і «відбудовувати» з нуля — як зовні, так і всередині. Усі елементи (починаючи з архітектурного планування до гобеленів в холі і моху на кам'яній кладці) було виконано на комп'ютері у вигляді 3D-моделей. Кожна з деталей була відтворена на підставі ескізів, зроблених командою художників студії під час тривалої подорожі різними історичними замками Шотландії.
Представники «Pixar» розповіли про «великодні яйця», заховані у мультфільмі. В одній зі сцен у кадрі з'являється зроблена з дерева модель вантажівки «Pizza Planet» з мультфільму «Історія іграшок». Крім того, у будинку відьми, яка зробила цю модель, є дошка із зображенням Саллі — головного героя стрічки «Корпорація монстрів» (2 частина якої буде наступним фільмом PIXAR). Передбачають, що у «Відважній» є й інші посилання на мультфільми студії «Pixar».
У фінальних титрах є подяка співзасновнику і генеральному директорові «Pixar» Стивові Джобзу, який помер 2011 року.

### Звук
Як було зазначено раніше, «Відважна» — це перший фільм, який використовує звуковий формат Dolby Atmos, що дозволяє створювати враження руху об'єктів не тільки навколо глядача, а і «над» ним, на відміну від 7.1. Dolby Atmos — це найновіша звукова система, що використовує технологію «звук навколо», про вихід цієї технології фірма Dolby Laboratories оголосила у квітні 2012 року. На відміну від звичайних систем об'ємного звуку типу 5.1 і 7.1, які користуються змішаним сигналом, — нова система дозволяє використовувати до 64 незалежних динаміків, і забезпечує кожнен динамік своїм власним унікальним живленням; тим самим надаючи змогу додавати безліч нових Фронтальних, бічних і навіть стельових каналів для точного панорамування великого спектру звуків: будь-то вертоліт, грім, дощ і т. ін.

## Музика
Музику до фільму написав композитор Патрік Дойл. Щоб додати трохи шотландських мотивів у музику фільму, Дойл використав народні шотландські інструменти, такі як волинка, соло скрипки, кельтська арфа (clàrsach), флейти і боран, електронні та звичайні цимбали, щоб надати музиці більш сучасного звучання. «Я виконав багато класичних шотландських танцювальних ритмів, таких як ріл (англ. reel), джига (англ. jigs) і сипаспі (англ. strathspey), які не стільки виправдані сюжетом, а були потрібні для збереження автентичності», — сказав Дойл.
Дойл також написав «пияцьку пісню» для короля Фергуса і повернувся до Шотландії, щоб знайти більше музичних тем. Там композитор записав «нехорові гельські співи псалмів».
На додаток до музики Патріка Дойла, у фільмі лунає три оригінальні пісні. «Доторкнися до неба» (англ. Touch the Sky) (музика Алекса Мендела, слова Марка Ендрюса і Мандела) і «На свіжому повітрі» (англ. Into the Open Air) (музика і слова Алекса Мендела), які виконала Джулі Фауліз. Лондонський фольк-рок гурт Mumford & Sons написав і виконав пісню «Навчи мене правди» (англ. Learn Me Right), яку заспівала Birdy у саундтреку до фільму.
Walt Disney Records випустив саундтрек на CD, а також у цифровому вигляді, доступному для завантаження 19 червня 2012 р.
Для іспанського саундрека співак у стилі інді-фольк Рашн Ред (англ. Russian Red) виконала іспанську версію «Доторкнися до небес» (Volaré) і «На свіжому повітрі» (A la luz del sol). Італійську версію «Доторкнися до небес» (Il Cielo Toccherò) і «На свіжому повітрі» (Tra Vento e Aria) виконав співачка у стилі соул-блюз Noemi.[джерело не вказане 3429 днів]

## Реліз

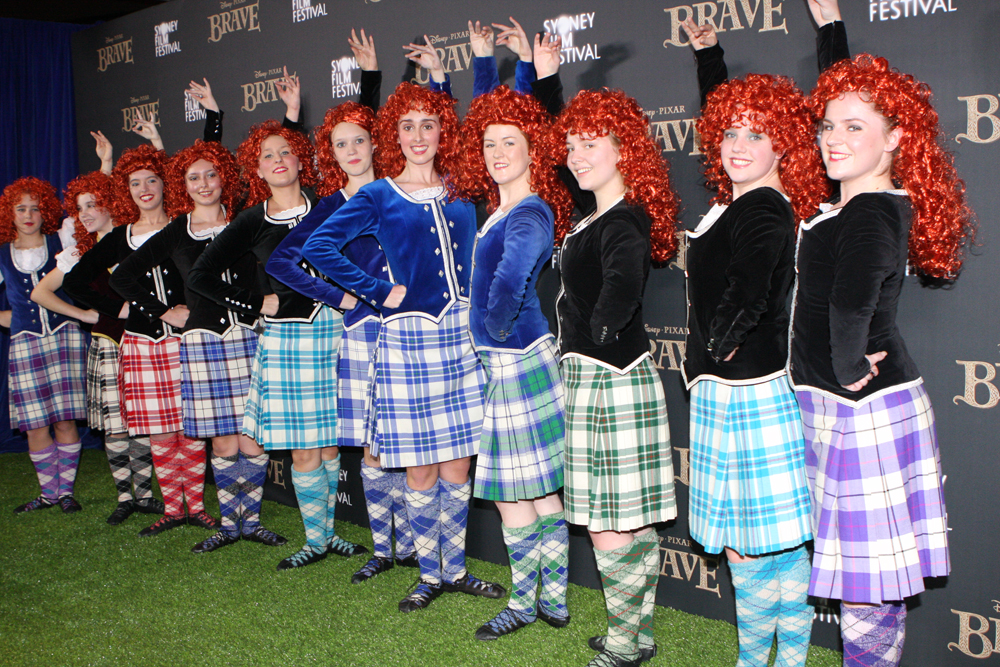
Прем'єра на Сиднейському кінофестивалі (11 червня 2012)

Спочатку датою релізу призначили 15 червня 2012 р., а пізніше перенесли на 22 червня 2012. 3 квітня Pixar представив перші 30 хвилин картини на огляд критиків, і дістав від них схвальні відгуки. Фільм уцілому було показано останнього дня Міжнародного кінофестивалю в Сієтлі, 10 червня 2012 р. Австралійська прем'єра відбулася 11 червня 2012 року на Сіднейському кінофестивалі, а домашня прем'єра сталася 18 червня 2012 у новому Dolby-театрі в Голлівуді у рамках заходів Лос-Анжелеського кінофестивалю. У Європі прем'рою картини став Таормінський кінофестиваль на Сицилії 23 червня 2012року, а британська прем'єра сталася найпізніше — на Единбурзькому міжнародному кінофестивалі 30 червня 2012 р.
У США і Канаді"Відважна" став першим повнометражним фільмом, що використовує технологію звукового формату Dolby Atmos. Майже половина із 14 театрів було переобладнано, щоб демонструвати фільм у цьому форматі в Каліфорнії (Бербанк, Сенчері-сіті, Фремонт, Голлівуд, Сан-Франциско і Шерман Оукс), інші розташовано у семи штатах (Лейк Буена Віста, Флорида; Канзас-сіті, Міссурі; Парамус, Нью Джерсі; Лас-Вегас, Невада; Чикаго; Західний Плейно, Техас; Ванкувер, Вашингтон) і в Торонто, Онтаріо. Картину було випущено в інших кінотеатрах, що використовують технологію Dolby Surround 7.1. На загал, фільм демонстрували у 4,164 тис. кінотеатрів, рекордній кількості для компанії «Pixar» (попередній рекорд тримала картина «Тачки 2» із 4,115 тис. театрів). 2,79 тис. кінотеатрів включає 3D показ.

### Цифрові носії
«Відважну» заплановано випустили на Blu-ray, Blu-ray 3D, DVD, і у цифровому форматі для скачування 13 листопада 2012 р. Разом у релізі з'явились фільми «La Luna» і нова короткометражка «Легенда про Мор'ду». Цей невеликий фільм про персонажа-антагоніста у «Відважній» (ведмідь-перевертень Мор'ду), короткометражка пропонує фанам фільму заглибитися в тонкості історії легенди, яку розказує «штукарка-різбярка», а за сумісництвом — відьма, яка й зачаклувала принца у ведмедя.

## Відгуки
«Відважна» отримала позитивні відгуки від критиків. Базуючись на 210 оглядах, на сьогодні фільм утримує рейтинг 78 % «Сертифікованої свіжості» від сайту Rotten Tomatoes, із зваженим рейтингом у 6.9 з 10. Загальна оцінка сайту «Rotten Tomatoes» така: «„Відважна“ пропонує молодшій аудиторії і любителям казок надзвичайну, кумедну фентезійно-пригодницьку історію з родзинкою прялки і дивовижною глибиною». Інший сайт, Metacritic, який дав нормалізований рейтинг на основі 100 рецензій від мейнстримних критиків у розмірі 69 %, базуючись на 37 рецензіях, назвавши мультфільм «загалом задовільним» Фільм, на загал, було добре сприйнято аудиторією, заробивши рейтинг «A» від CinemaScore.
Роджер Еберт із газети «Chicago Sun-Times» присудив фільмові 3 з 4 зірок і написав: «Хорошою новиною є те, що дітлахи, імовірно, полюблять її, а поганою новиною є те, що їхні батьки дуже розчаруються, переглянувши цей мультик від Pixar». Він сказав, що фільм містить світле послання стосовно налагодження стосунків між матерями і дочками, «хоча пропагувати перетворення мами у ведмедя — це трохи екстремальний крок».
Пітер Дебраж із журналу «Variety» давав фільмові схвальну оцінку, зазначаючи, що фільм «пропонує більш уперту, самостійнішу героїню для епохи, в якій князі не були настільки чарівними; героїня живе у розкішно витвореній шотландській атмосфері, де її дух палає яскраво, як і її вогненно-руде волосся». Дебраж також сказав, що «додавши жінку-режисера Бренду Чепмен до творчого клубу хлопчиків [режисерів-чоловіків — Авт.], студія Pixar отримала в сюжеті резонансний конфлікт відносин „мати-дочка“, що принесло новизну до традиційного виду проблеми „син-батько“, наприклад, як у фільмі „У пошуках Немо“».
Тодд МакКарті з часопису The Hollywood Reporter, навпаки, сказав що фільм «зводиться до цілком примітивних ідей, зручно загорнутих і зав'язаних виключно на магію, що вводить в оману».

## Касові збори
Картина «Відважна» зібрала 235 865 млн $ у Північній Америці станом на 4 листопада 2012 року і 296 500 млн $ в інших країнах, у цілому в світі збори складають 532 365 млн $. Таким чином, фільм став 22-ю анімаційною картиною за касовими зборами і 92-ю картиною за касовими зборами у світі. Це також сьома картина студії «Pixar» за зібраними коштами і третя анімаційна картина 2012-го року (після «Льодовиковий період 4: Континентальний дрейф» і «Мадагаскар 3»), і восьма за касовими зборами картина 2012 року.
У Північній Америці пре-реліз показував, що фільм отримає від 55 млн $ до 65 млн $, що є менше середнього розміру зборів для фільмів студії «Pixar». Оглядачі зауважили, що фільм не зацікавить чоловічу аудиторію глядачів, тоді як жіночий протагоніст фільму мав заманити у кінозали жінок усіх вікових категорій, а 3D формат мав збільшити надходження.
Фільм відкрив касовий період 22 червня 2012р, з 24,6 млн $. Перший тиждень закінчився сумою 66,3 млн $, як і прогнозували аналітики. Це був четвертий результат серед найбільших зборів у червні і п'ятий для фільмів студії «Pixar». Попри прогнози аналітиків, аудиторію було оцінено як: 43 % чоловіки і 57 % жінки. У Північній Америці це восьмий фільм за рейтингом касовими зборами від студії «Pixar», мультфільм із найвищими касовими зборами 2012 року, і п'ятим фільмом 2012 року.
За межами Північної Америки, фільм заробив $14 млн у 10 регіонах світу за перший тиждень, що є третім місцем після «Madagascar 3» і «Білосніжка та мисливець». На загал, найбільші збори мали місце у Франції й Магрибському регіоні ($6,50 млн), Мексиці ($5,53 млн), РФ і Китаї ($5,37 млн). У загальному підрахунку, країнами із найбільшими зборами стали Велика Британія, Ірландія й Мальта ($34,9 млн), Франція з Магрибським регіоном ($26,8 млн) і Мексика ($21,6 млн).
В Україні «Відважна» ішла третьою за зборами — $289,6 тис. за другий вікенд і $0,91 млн за 11 днів з моменту релізу. Усього фільм зібрав $1,16 млн.

## Нагороди
| Нагорода                                   | Категорія                                                       | Переможець/Номінант | Результат |
| ------------------------------------------ | --------------------------------------------------------------- | --- | --------- |
| Оскар                                      | Найкращий анімаційний фільм року                                | Марк Ендрюс і Бренда Чепмен | Перемога  |
| Спілка жінок-кіножурналісток               | Найкращий анімафільм                                            | | Перемога  |
| Спілка жінок-кіножурналісток               | Найкраща жінка-персонаж мультфільму                             | Келлі Макдональдз (Меріда) | Перемога  |
| Спілка кінорежисерів монтажу (США)         | Найкращому режисерові монтажу мульфільму                        | Ніколас Сі. Сміт, A.C.E. | Перемога  |
| Премія «Енні»                              | За найкращий мультфільм                                         | | Номінація |
| Премія «Енні»                              | За найкращі спецефекти в мультфільмі                            | Білл Вотрол, Крис Чепмен, Дейв Гейл, Кейт Клойн, Майкл Кей. О'Браян                                                                  | Номінація |
| Премія «Енні»                              | Найкраща анімація персонажів                                    | Ден Нгуєн | Номінація |
| Премія «Енні»                              | Найкраща анімація персонажів                                    | Джеймі Лендз | Номінація |
| Премія «Енні»                              | Найкраща анімація персонажів                                    | Трейвіс Гетевей | Номінація |
| Премія «Енні»                              | За найкращу музику у мультфільмі                                | Патрик Дойл, Марк Ендрюз, Алекс Мендел                                                                                               | Номінація |
| Премія «Енні»                              | За найкращий дизайн мульфільму                                  | Стив Пілчер | Перемога  |
| Премія «Енні»                              | Премія «Енні» за найкраще озвучення мультфільму                 | Келлі Макдональдз як Меріда | Номінація |
| Премія «Енні»                              | Премія «Енні» за найкращий сценарій до мультфільму              | Бренда Чепмен, Айрін Меччі, Марк Ендрюз і Стив Персел                                                                                | Номінація |
| Премія «Енні»                              | Найкращий монтаж мультфільму                                    | Ніколас Ей. Сміт (ACE), Роберт Грехем Джонз (ACE), Девид Сатер                                                                       | Перемога  |
| Премія «BAFTA»                             | За найкращий анімафільм                                         | | Перемога  |
| Чиказька асоціація критиків                | Найкращий мультфільм                                            | | Номінація |
| Премія асоціації музичних кінодіячів       | За найкращі досягнення у створенні музики для мультфільмів      | | Перемога  |
| Премія «Вибір критиків»                    | Найкращий мультфільм                                            | | Номінація |
| Премія «Вибір критиків»                    | Найкраща пісня                                                  | «Мамфорд & Санз» і Бьорді для пісні «Навчи мене правди»                                                                              | Номінація |
| Премія «Золотий Глобус»                    | За найкращий мультфільм                                         | Марк Ендрюз і Бренда Чепмен | Перемога  |
| Премія «Греммі»                            | Найкраща пісня, написана для кіна                               | «Мамфорд & Санз» і Бьорді для пісні «Навчи мене правди»                                                                              | Номінація |
| Г'юстонське товариство кінокритиків        | Найкращий анімафільм                                            | | Номінація |
| Г'юстонське товариство кінокритиків        | Найкраща пісня                                                  | «Навчи мене правди» | Номінація |
| Г'юстонське товариство кінокритиків        | Найкраща пісня                                                  | «Доторкнися до неба» | Номінація |
| Міжнародна асоціація музичних кінокритиків | Найкращий саундтрек для мультфільму                             | Патрик Дойл | Номінація |
| Інтернет-асоціація кінокритиків            | Найкращий мультфільм                                            | | Номінація |
| Товариство кінокритиків Фінікса            | Найкращий мультфільм                                            | | Номінація |
| Американська гільдія продюсерів            | Найкращий анімафільм для показу в кінотеатрах                   | Кетерин Сараф'ян | Номінація |
| Товариство кінокритиків Сан-Дієго          | Найкращий мультфільм                                            | | Номінація |
| Премія «Сателіт»                           | Кінофільм, мультфільм чи робота змішаної техніки                | | Номінація |
| Премія «Сателіт»                           | Оригінальна пісня                                               | «Навчи мене правди» — Бьорді і «Мамфорд & Санз»                                                                                      | Номінація |
| Асоціація кінокритиків Сент-Льюїза         | Найкращий анімафільм                                            | | Номінація |
| Асоціація кінокритиків Торонто             | Найкращий анімафільм                                            | | Номінація |
| Товариство спецефектів                     | За найвидатнішу роботу в анімафльмі                             | Марк Ендрюз, Бренда Чепмен, Стив Мей, Кетерин Сараф'ян, Білл Вайз                                                                    | Перемога  |
| Товариство спецефектів                     | За найвидатніший мультперсонаж у анімафільмі — Меріда           | Келлі Макдональдз, Трейвіс Гетевей, Олівер Суарес, Пітер Суманасені, Браян Тиндолл                                                   | Перемога  |
| Товариство спецефектів                     | За створення найвидатнішого довкілля у мультфільмі — Ліс        | Тим Бест, Стив Пілчер, Ініго Кілес, Енді Вітток                                                                                      | Перемога  |
| Товариство спецефектів                     | Найвидатніші спецефекти і комп'ютерне моделювання у мультфільмі | Крис Чепмен, Дейв Гейл, Майкл Кей. О'Браян, Білл Вотрал                                                                              | Перемога  |
| Вашингтонська асоціація кінокритиків       | Найкращий анімафільм                                            | | Номінація |
| Жіноча Спілка Кінокритиків                 | Найкращий мультперсонаж                                         | Келлі Макдональдз (Меріда), Емма Томпсон (Королева Елінор), Джулі Волтерз (Відьма) і інші жіночі персонажі з мультфільму «Відважна». | Перемога  |

## Відеогра

Обкладинка гри «Відважна»

Фірма Disney Interactive Studios випустила відеогру на основі мультфільму «Відважна» 19 червня 2012 року, для платформ «PlayStation 3», «Xbox 360», «Wii», «PC» і «Nintendo DS». Гру розробила фірма «Behaviour Interactive».

### Сюжет гри
Сюжетна лінія відеоігри відповідає лінії фільму до моменту перетворення Елінор у ведмедя і подальшу втечу із замку — із цього й починається гра. Меріда вирушає у погоню за матір'ю через ліс, поки вона не досягає Святилища із менгірами. Мандрівні вогники направляють її до хатинки відьми, від якої вона була отримала зачаклований кекс. Меріда вимагає у відьми повернути її матері людську подобу. Відьма пояснює, що клятий ведмідь Мор'ду спотворює путівні камені своєю злою енергією, а тому з'явилося багато ворожих істот. Спотворення каменів сягає такого рівня, що навіть впливає на магію відьом, роблячи її наслідки непередбачуваними. Це й пояснює перетворення Елінор на ведмедицю . Оскільки Меріда є найкращим стрільцем у королівстві, відьма загадує їй очистити путівні камені від спотворення, насланого перевертнем Мор'ду. Подорожуючи, Меріда натрапляє на своїх братиків-трійнят, які перетворилися на ведмежат, і свою матір, яка поступово втрачає людську сутність. Після очищення останнього путівного каменя у лігві Мор'ду, Меріді і її мати стають на бій із перевертнем — і перемагають його у важкій битві. Після поразки Мор'ду Елінор і трійня братиків повертають собі людську подобу. Меріда стверджує, що подорож була корисною для неї, бо навчила її тому, що вона повинна знайти рівновагу між її прагненням до пригод і її обов'язками принцеси.

### Геймплей
У гру можна грати самому чи разом із партнером. Перший гравець керує Мерідою, а в кооперативному режимі другий гравець може взяти під контроль мандрівний вогник. У геймплеї є загадки, які треба вирішити з допомогою братиків-трійнят і королеви Елінор (можна грати в її формі ведмедя в арені боїв). Різні рівні гри відкриваються при досягання святилищ (у грі називаються «Кільце каменів»). Гравці можуть використовувати різні типи магії (вогонь, земля, повітря і лід), щоб додати силу стихій її стрілам і мечу під час бою з ворогами. Певний ворог уразливий для певного типу магії.

### Мобільна версія
Мобільна відеогра «Temple Run: Brave» вийшла 14 червня 2012 р. для платформ «iOS» і «Android».